# Broniewiczki
Broniewiczki – osada w Polsce, położona w województwie kujawsko-pomorskim, w powiecie mogileńskim, w gminie Dąbrowa.
W latach 1975–1998 miejscowość administracyjnie należała do województwa bydgoskiego.